# Julienne Bušić
Julienne Bušić (djevojačko ime Julienne Eden Schultz, Eugene, Oregon, 20. rujna 1948.), američko-hrvatska prozna spisateljica, esejistica i prevoditeljica.  

## Životopis
Studirala je u SAD-u te u Europi, magistrirajući na području njemačkog jezika i jezikoslovlja. 1969. godine u Beču je upoznala Zvonka Bušića. Vjenčali su se 1972. godine u Frankfurtu.
Godine 1976. sudjelovala je u otmici američkog putničkog zrakoplova i za to bila osuđena na doživotni zatvor. Sudac koji je 1977. godine izricao presude Zvonku, Julienne i ostalim sudionicima otmice zrakoplova nije ih smatrao teroristima, čak što više, izrijekom je potvrdio kako “gospodin Bušić nije ni terorist ni kriminalac“, te da su njegovi motivi i ideali bili plemeniti, iako su primijenjena pogrešna sredstva za ostvarivanje ciljeva. [nedostaje izvor]Supruga poginulog američkog policajca tužila je državu zbog nemara i nebrige, te stoga što svu krivnju za njegovu smrt prebacuje na “teroriste”, iako na platformi na kojoj je trebalo izvršiti demontažu bombe nisu bili osigurani potrebni uvjeti za obavljanje tog posla, pa je stoga i došlo do eksplozije.[nedostaje izvor]
Godine 1989. puštena je iz zatvora nakon 13 godina, a nakon stjecanja hrvatske nezavisnosti došla je u Hrvatsku.
Na Hrvatskoj radioteleviziji je 2013. godine prikazan dokumentarni film pod imenom Ljubavnici i luđaci u kojem je prikazan aktivizam Julienne i Zvonka Bušić za hrvatsku neovisnost. Gledateljstvo je iznimno dobro prihvatilo film. Redateljica i scenaristica tog dokumentarnog filma iz 2012. godine je Ljiljana Bunjevac Filipović.

## Književno stvaralaštvo
Tekstovi su joj objavljivani u brojnim američkim i hrvatskim časopisima i listovima, ukljućujući Gobshite Quarterly, Verbatim: A Language Quarterly, Inside, The Bridge, Kolo, Tema, Aleph, Most, Jutarnji list, Večernji list, Vjesnik.
Njezini memoari, knjiga Ljubavnici i luđaci iz 1995. godine (sedam izdanja), dobili su 1996. godine nagradu Fra Lucijan Kordić Društva hrvatskih književnika a objavljeni su i u SAD-u (Gray Sunshine Press). Knjiga Julienne Bušić, Tvoja krv i moja (Mozaik, 2008., 2 izd.) objavljena je i u SAD-u (Ridgepath Press, 2009.). U knjizi se govori o 32 godine čekanja na puštanje njezinoga supruga, Zvonka Bušića, iz zatvora.
Godine 2014. dovršila je i priredila memoarsku knjigu svoga supruga, Zdravo oko - sjećanja.

## Djela
- Ljubavnici i luđaci, Znanje, Zagreb, 1995., (7 izdanja) (eng. izd. Lovers and Madmen, 2000., 2007.)
- Tvoja krv i moja, Mozaik, Zagreb, 2008., (eng. izd. Your Blood and Mine, 2010.)
- Živa glava, Interpublic, Zagreb, 2012. (eng. izd. Living Cells, 2012.)

### Prijevodi
- Gordan Nuhanović: The Survival League, 2005., prijevod s hrvatskoga na engleski jezik.[7]
- Edo Popović: Zagreb, Exit South, 2005., prijevod s hrvatskoga na engleski jezik.[7]
- Lidija Bajuk: Matapur: hrvatska prirodna i kulturna baština Međimurja = Croatian nature and culture heritage of Međimurje, 2012., prijevod s hrvatskoga na engleski jezik (zajedno s Vesnom Markulin-Dye i Vedranom Pavlićem).[8]

## Nagrade i priznanja
- 1996.: Nagrada Fra Lucijan Kordić, za memoare Ljubavnici i luđaci.
- 2012.: Nagrada "Antun Branko Šimić", za roman Živa glava.[9]
- 2012.: Nagrada Bili smo prvi kad je trebalo, za roman Živa glava.[10]
- 2013.: Nagrada Grb općine Jasenice.[11]

## Vanjske poveznice
- Službene stranice Zvonka i Julienne Bušić (preuzeto 7. svibnja 2010. s dopusnicom)  Arhivirana inačica izvorne stranice od 12. svibnja 2010. (Wayback Machine)
- Dokumentarni film Ljubavnici i luđaci na YouTubeu